# 卡诺埃斯
卡诺埃斯（法語：Canohès，法語發音：[kanɔ.ɛs] ⓘ）是法国东比利牛斯省的一个市镇，属于佩皮尼昂区。

## 地理
卡诺埃斯（42°39'7"N, 2°50'4"E）面积8.56 平方千米，位于法国奧克西塔尼大區东比利牛斯省，该省份为法国大陆部分最南部的省份，涵盖了北加泰罗尼亚，北起奥德省，西接阿列日省和安道尔，南与西班牙接壤，东临地中海。
与卡诺埃斯接壤的市镇（或旧市镇、城区）包括：佩皮尼昂、波耶斯特尔、蓬泰亚、蒂尔、图卢日。

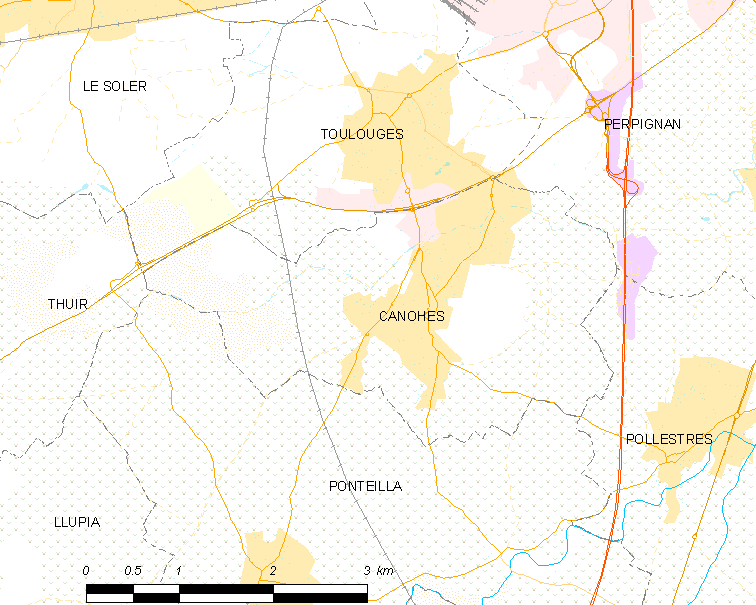
卡诺埃斯的OSM定位图

卡诺埃斯的时区为UTC+01:00、UTC+02:00（夏令时）。

## 行政
卡诺埃斯的邮政编码为66680，INSEE市镇编码为66038。

## 政治
卡诺埃斯所属的省级选区为佩皮尼昂第五县。

## 人口

1962-2008年间卡诺埃斯人口变化图示

卡诺埃斯于2022年1月1日时的人口数量为6575人。